# リングオブサイアス
『リングオブサイアス』 (RING OF SIAS) は、1996年4月12日に株式会社アテナから発売されたサウンドノベルである。
2000年7月19日にSuperLiteシリーズ（サクセス）の一つとして廉価版が発売された。

## 概要
ファンタジーな世界観のサウンドノベル。主に主人公・サイアスが封じ込められた指輪を核としてストーリーが展開する。
主人公の言動ではなく次の展開を選択するという「ディレクションノベル」というシステムが採用されており、展開によっては主人公が登場しないままエンディングを迎えることもある。
シナリオを手塚一郎、音楽を斉藤恒芳（クライズラー&カンパニー）が担当している。 

## ストーリー
生命創造の技術を完成させた邪悪なの魔女ベアトリスは、世界征服の第一歩として神聖都市ジュールへと侵攻する。
ジュール側は果敢に抵抗するものの、主力である第二王子サイアスがベアトリス討伐のためにジュールを空けていたため壊滅。ベアトリスの城に潜入したサイアスも、恋人の女戦士ラディアを人質に取られたために魔女の捕虜となるしかなかった。
そして三年後。謎の指輪をはめた一匹のモンスターがベアトリスの城から逃亡するシーンから物語は始まる。
その後の選択肢によってストーリーは変わってくるが、どのような展開でもベアトリスを倒すところでエンディングとなる。

## 登場人物
サイアス
この物語の主人公。神聖都市ジュールの第二王子。肉体から精神を切り離され、指輪の中に封じ込められる。
ラディア
サイアスの恋人。優秀な女戦士であるが、罠に嵌められてベアトリスに囚われる。
ガラン
サイアスの右腕的な存在で、神聖都市ジュールの唯一の生き残り。ベアトリスの城に潜入したまま消息不明となったサイアスを探している。
ウェイン
セルダリア王国の騎士。婚約者のリイアに送る指輪を探している。
リイア
ウェインの婚約者。
ゴウベル
セルダリアの騎士でウェインの親友。冤罪により地下牢に投獄されている。
バジオス
セルダリアの闇のしずく通りを取りまとめている錬金術師の老人。
ロージム
険しい岩山に住む錬金術師。ベアトリスを倒すために闇のしずく通りを去り、人造人間を完成させる。
人造人間
ロージムによって作り出された人造人間。強靭な肉体を持つが感情がないため、その行動は制御不能である。
ベアトリス
闇のしずく通りで錬金術の研究をしていたが、暗黒面に魅せられ魔女となる。生命創造の秘術によって作り出した四天王を従え、世界征服を目指している。
囁き
ベアトリスによって作り出された四天王の一人。女性の姿をした邪悪な木の精霊。
唸り
ベアトリスによって作り出された四天王の一人。若い男の姿をした吸血鬼で、コウモリやネズミに変身することが出来る。
叫び
ベアトリスによって作り出された四天王の一人。大気を操り、偽りの音を作りだすことが出来る老人。
呟き
ベアトリスによって作り出された四天王の一人。影を操る少年。ベアトリスの行動に疑問を抱いている。
オスヴァルト
セルダリアの大臣。ベアトリスに加担している。ゴウベルに謀反の罪を着せた張本人である。

## スタッフ
- コンセプト&スクリプト：手塚一郎
- サウンド：斉藤恒芳
- テーマソング：クライズラー&カンパニー
- キャラクターデザイン&CG：高橋政輝
- テーマソングクルー：
  - 作曲・キーボード：斉藤恒芳
  - ヴァイオリン：葉加瀬太郎
  - ベース：竹下欣伸
  - マニピュレーティング：小西輝男、八巻誠

ミュージシャン&サウンドスタッフ
- ヴァイオリン：葉加瀬太郎
- ボーカル：相良奈美、川島豊
- ピアノ：斉藤恒芳

ゲームスタッフ
- ゲームディレクター：太田八王子
- サウンドコントロール：及川一億
- グラフィック：円山よしひろ
- プログラム：PEP
- ディレクション：パセリプロモーション
- プロデューサー：たけいしえいじ
- エグゼクティブ・プロデューサー：中村栄

## 評価
- ゲーム誌『ファミコン通信』の「クロスレビュー」では合計28点（満40点）となっている[1]。

- ゲーム誌『Play Station Magazine』の読者投票による「ゲーム通信簿」での評価は以下の通りとなっており、19.8点（満30点）となっている[2]。また、1998年に刊行されたゲーム誌『超絶 大技林 '98年春版』（徳間書店）では、「挿絵的レイアウトのグラフィックが斬新」と紹介されている[2]。

| 項目 | キャラクタ | 音楽 | お買い得度 | 操作性 | 熱中度 | オリジナリティ | 総合 |
| 得点 | 3.1        | 3.3  | 3.2        | 3.4    | 3.5    | 3.3            | 19.8 |

- ゲーム誌『ユーゲー』では、「このゲームは小説の楽しさを、より増幅させようという意図のもとに作られている」、「バイオリンの生音や、グレゴリオ聖歌のポリフォニーを取り入れたBGMは個性的で、作品の雰囲気にぴったり。キャラクターのイラストも、油彩のようなタッチで『目』だけが描かれ、読者の想像力を阻害しない」、「本作には、作風まで変わってしまうような大きな分岐はない。そういう意味では、ノベルゲームというよりも、本当の『ノベル』に近いかもしれない。あまり『ゲーム』部分に期待して手を出すと裏切られることになるだろう」と評している[3]。